# Tomaso Albinoni
Tomaso Albinoni (Venecija, 8. lipnja 1671. – Venecija, 17. siječnja 1751.) bio je talijanski skladatelj i violinist. 
Albinoni je bio najstariji sin u venecijanskoj trgovačkoj obitelji. Bio je vrlo produktivan skladatelj opera u napolitanskom stilu. Sve ukupno skladao je 51 djelo. Tu se računaju crkvena djela, ali i kamerna glazba, sonate, svjetovna glazba i solo koncerti za obou.
Najpoznatija mu je skladba Adagio u g–molu. Skladba je pripisana Albinoniju, ali ju je zapravo skladao talijanski muzikolog i Albinonijev biograf Remo Giazotto. Giazotto je 1958. godine objavio skladbu koju je navodno aranžirao prema Albinonijevim rukopisima koje je pronašao u Saksonskoj biblioteciu Dresdenu. Niti je Giazotto predočio navedeni materijal, niti je pronađen u biblioteci i Giazottovoj zaostavštini, te muzikolozi pretpostavljaju da se radi o još jednoj glazbenoj podvali.

## Vanjske poveznice
- Thomaso Albinoni u internetskoj bazi filmova IMDb-u (engl.)